# Obrium maculatum
Obrium maculatum là một loài bọ cánh cứng trong họ Cerambycidae.